# Schwielochsee
Der Schwielochsee (niedersorbisch Gójacki jazor) befindet sich südöstlich Berlins am nordöstlichen Rande des Spreewaldes. Er wird in seinem nördlichen Teil von der Spree durchflossen, die von Westen einmündet und den See nach Norden in Richtung Beeskow verlässt. Seine Fläche gehört vollständig zur Gemeinde Schwielochsee im Landkreis Dahme-Spreewald. Der See ist mit einer Wasserfläche von 13,3 km² der größte natürliche See im Land Brandenburg.

## Geschichte und Name
Erstmals wird der Schwielochsee im Jahr 1302 in einer Urkunde des Landgrafen von Thüringen erwähnt, in der es um die freie Schifffahrt der Lieberoser Bürger ging. Im Verlauf der Jahrhunderte wechselt Lautung und Schreibweise. Beispiele dafür sind von 1302 Zwilow, 1757 Schwieloh, bis 1879 Schwielochsee. Der Seename sowie auch Ortsnamen und Flurnamen sind überwiegend niedersorbischen Ursprungs.

## Geographie und Geologie
Der Schwielochsee unterteilt sich in den Großen und in den Kleinen Schwielochsee. Letzterer ist weiter südlich gelegen, bei den Orten Jessern und Goyatz. Er hat eine Tiefe von acht bis neun Metern und ist mit dem Großen Schwielochsee durch eine Fahrrinne, die der „Hals“ genannt wird, verbunden. Die Tiefe des Großen Schwielochsees beträgt circa 14 Meter. Der Wasserzufluss erfolgt im Westen durch das Ressener Mühlenfließ, im Osten durch das Doberburger und Möllener Mühlenfließ sowie durch einige ehemalige Torfgräben. Die Regulierung des Wasserspiegels erfolgt überwiegend durch die im nordwestlichen Teil des Sees durchfließende Spree.
Die Entstehung des Schwielochsees ist wie bei allen natürlichen Seen der Umgebung auf die eiszeitlichen Bildungen, die Schutt und Geröll mitbrachten, zurückzuführen. Noch heute zeugen zahlreiche Findlinge der verschiedensten Größen und Gesteinsarten von ihrer skandinavischen Herkunft. Die beim späteren Abtauen des Eises freigewordenen Schmelzwasser stauten sich zunächst in den bereits vorhandenen Rinnen. Aufgrund dieser Tatsache und trotz der Schwierigkeit einer genauen Bestimmung ist der Schwielochsee seiner Entstehung nach als Rinnensee zu bezeichnen, was auch seine langgestreckte und schmale Form belegt.

## Flora und Fauna
Die Ufer des Schwielochsees werden ringsum von einem breiten Schilfgürtel umsäumt, der durch vereinzelte Lücken den Blick zum See freigibt. Besonders dicht steht der Schilfgürtel an den Ufern am „Hals“ des Schwielochsees, an den Rohrbergen nördlich von Zaue, im Gebiet der Spreemündung sowie am nördlichen Ausgang des Sees.
Auf und an dem See haben sich viele interessante Pflanzenarten angesiedelt. So sind hier zum Beispiel die gelbe und die weiße Seerose anzutreffen und auch das Laichkraut, die Seebinse, Kalmus, Segge und der Sumpffarn sind hier heimisch.
Auch die Tierwelt findet an den Ufern rund um den Schwielochsee – wie auch an den benachbarten Seen – gute Nist- und Brutmöglichkeiten sowie entsprechende Lebensbedingungen auch für die unzähligen, hier ansässigen Insektenarten. Als Vertreter der hier lebenden Vogelwelt sind Seeschwalben, Möwen, Bachstelzen, Kiebitze, die große Rohrdommel, Fischreiher, Störche, die Nachtigall und gelegentlich auch Adler zu nennen. Auch die verschiedensten Arten der Schwimmvögel sind ebenso reichlich vertreten. Außer der häufigen Stockente treten noch Blässhuhn, der Haubentaucher, die Krickente und vereinzelt auch die Tafelente auf. Selbst Durchzugsvögel sind hier gelegentlich zu beobachten. Die Reiherenten, Wildgänse und seit kurzer Zeit auch Schwäne haben sich hier zeitweise niedergelassen. An den seichten Wassern des Ufers hat sich der grüne Teichfrosch niedergelassen. Im Wasser selbst sind neben Barsch, Karpfen und Aal auch Plötze, Rotfeder, Blei, Schlei, Zander, Quappe, Wels und vereinzelt Hechte anzutreffen.

## Bedeutung als Wasserweg
Eine Bedeutung als Verkehrsweg für die Spreewaldregion hatte der Schwielochsee vor allem im 18. und 19. Jahrhundert. Güter und Handelswaren, die an den Ostsee- und Nordseehäfen ankamen, wurden über die Oder, die Havel bis zum Schwielochsee in der Regel mit Kähnen bis Goyatz transportiert. 
Die hauptsächlichen Waren waren Tran, Fisch, Farbholz, Steinkohle, Kalkstein, Getreide und Wolle. Aus Cottbus wurden einheimische Produkte verschifft, beispielsweise Guss- und Tuchwaren, aber auch Heu, Stroh, Torf und Holz. Bis zu 250.000 Zentner Güter im Jahr wurden auf dem Wasserweg über den Schwieloch nach Goyatz gebracht, wo meist gleichzeitig bis zu 20 Kähne entladen werden mussten.
In Goyatz wurden die Waren umgeschlagen und mit der Cottbus-Schwielochsee-Eisenbahn weiter verfrachtet. Diese Pferdebahn bestand in den Jahren 1846–1879.
Durch den Bau neuer Eisenbahnverbindungen von Cottbus nach Görlitz und nach Frankfurt verlor der Schwieloch als Verkehrsweg schnell an Bedeutung. Passierten im Jahr 1865 noch 357 Lastkähne den Schwielochsee, so waren es im Jahr 1878 nur noch 75. Aus diesem Grund beschloss die Generalversammlung der Eisenbahngesellschaft am 21. November 1878, den Betrieb einzustellen.
Die Ausflugsschifffahrt wurde zwischenzeitlich eingestellt; die Schwielochsee ist nicht mehr im Einsatz, das Schiff Falke wurde nach Berlin verkauft und fährt dort als Charterschiff Golda. Seit 2024 fährt wieder ein Fahrgastschiff auf dem Schwielochsee.
Es besteht die Möglichkeit, über die ausgedehnten brandenburgischen Wasserstraßen und Seenlandschaften bis nach Frankfurt (Oder), Berlin oder bis zur Ostsee mit dem Boot oder Schiff zu fahren.

## Legende

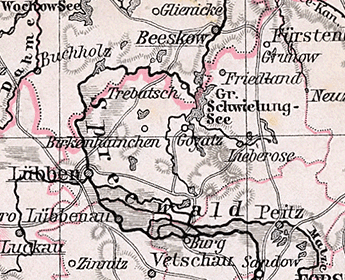
Der Schwielochsee und seine Umgebung in einer Karte aus dem Jahr 1905

Die Entstehung des Schwielochsees wird in einer Legende so erklärt, dass in grauer Vorzeit in diesem Gebiet ein mächtiger Laubwald in sumpfiger Landschaft gestanden haben soll. Ein Wendenkönig hatte sich diese Gegend für seine wilden Schweine auserwählt, die hier gut und ungestört gedeihen konnten. Eines Tages stieß eine riesige Sau beim Wühlen unterhalb des Babenberges auf eine verborgene Quelle. Dem aufgerissenen Erdreich entquollen mächtige Wassermassen, die sich in den Wald ergossen. Nach einiger Zeit war der einst so mächtige und prächtige Wald verschwunden. Über die Wipfel der versunkenen Bäume fluteten nun die Wogen eines riesigen Sees, der seitdem Swinlug-Schweineloch oder wie heut „Schwielochsee“ genannt wird.
Da die gesamte Schweineherde in den Wassermassen umgekommen war, geriet der Adlige in großen Zorn. Er befahl alle seine Wildhüter zu sich und tötete sie wuterfüllt mit eigener Hand. Das Blut der Unglücklichen trübte das Wasser einer Quelle, die noch heute rötlich fließt. Einer von denen, die dabei ums Leben kamen, stieß in seiner Todesstunde einen schrecklichen Fluch aus. Er rief den See, der zu seinen eigenen und dem Tode seiner Mitstreiter geführt hatte, zum Rächer auf. So hält sich entsprechend der Sage noch bis heute der Glaube, dass der See alljährlich sein Opfer fordert. Aber auch der König der Wenden entkam seiner Strafe nicht. Im Kampfe mit anderen Adelsleuten unterlag er, und so nahm auch sein Leben ein frühes Ende. Sein enormer Schatz soll seither tief unten im Babenberge ruhen, er kann nur von dem gehoben werden, der mit drei Zähnen geboren wird.